# Saint-Just (station)
Saint-Just is de naam van het bergstation op de kabelspoorweg van Saint-Just (F1) in de Franse stad Lyon. Dit station bedient de wijk Saint-Just gelegen op de heuvel Fourvière in het 5e arrondissement waar ook in het dal van de Saône de oude binnenstad Vieux Lyon in gelegen is.
Het station werd in gebruik genomen in 1878, toen de F1-lijn werd geopend. Het is in zijn geschiedenis drie keer herbouwd. Bij de laatste reconstructie moest het station terug in de tunnel worden geplaatst, waardoor de lijn effectief werd ingekort, aangezien het oude bovengrondse station werd vervangen door een gebouw waaronder de ingangen van het station zich bevinden. Het bestaat uit een enkel spoor geflankeerd door twee perrons, één voor instappende passagiers en één voor uitstappende passagiers. In het station is geen personeel aanwezig, er zijn ticketautomaten en, sinds 2005, toegangspoorten met ticketvalidatie.
Het station heeft twee ingangen op gelijkgronds niveau, een van de ingangen komt direct uit op het plein Place du Père François-Varilon, de tweede leidt naar de Rue de Trion ter hoogte van de Rue Saint-Alexandre. Omdat het station gelijkvloers is, is het natuurlijk toegankelijk voor mensen met beperkte mobiliteit. 
Tussen 1886 en 1954 was in het gebouw ook de operationele zetel van de Compagnie Fourvière - Ouest Lyonnais (FOL).